# Dendrobium heokhuii
Dendrobium heokhuii là một loài thực vật có hoa trong họ Lan. Loài này được P.O'Byrne & J.J.Wood mô tả khoa học đầu tiên năm 2006.